# Przemysław Stpiczyński
Przemysław Jacek Stpiczyński (ur. w 1965 w Lublinie) – polski informatyk i matematyk, doktor habilitowany nauk technicznych w zakresie informatyki.

## Życiorys
Ukończył I Liceum Ogólnokształcące im. Stanisława Staszica w Lublinie. W 1984 roku rozpoczął studia na kierunku matematyka na Wydziale Matematyki i Fizyki UMCS. W 1988 zaczął pracę na uczelni jako asystent stażysta. Studia ukończył w 1989 roku na specjalności metody numeryczne i programowanie. W 1995 na tym samym wydziale obronił rozprawę doktorską zatytułowaną Efektywne algorytmy równoległe dla zagadnień algebry liniowej, uzyskując stopień doktora nauk matematycznych w zakresie matematyki. W 2010 roku na Wydziale Automatyki, Elektroniki i Informatyki Politechniki Śląskiej otrzymał stopień doktora habilitowanego nauk technicznych w zakresie informatyki na podstawie pracy Optymalizacja obliczeń rekurencyjnych na komputerach wektorowych i równoległych.
W przeszłości był zatrudniony m.in. w Instytucie Informatyki Teoretycznej i Stosowanej Polskiej Akademii Nauk w Gliwicach (w latach 2010–2013) oraz w Instytucie Matematyki Uniwersytetu Marii Curie-Skłodowskiej w Lublinie. Obecnie pełni funkcję kierownika Katedry Oprogramowania Systemów Informatycznych w Instytucie Informatyki Uniwersytetu Marii Curie-Skłodowskiej oraz dyrektora Instytutu Informatyki UMCS. Jest autorem lub współautorem ponad 80 artykułów naukowych.
W 2020 roku został odznaczony medalem „Zasłużony dla Miasta Lublin” przez prezydenta Krzysztofa Żuka.